# Argulus fryeri
Argulus fryeri is een visluizensoort uit de familie van de Argulidae. De wetenschappelijke naam van de soort is voor het eerst geldig gepubliceerd in 1994 door Rushton-Mellor.